# Hỏa Thủy Vị Tế
Quẻ Hỏa Thủy Vị Tế (đồ hình:|:|:|)

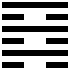
Đồ hình quẻ Hoả Thủy Vị Tế

còn gọi là quẻ Vị Tế (未濟 wẽi jĩ), là quẻ thứ 64 trong Kinh Dịch.
- Nội quái là ☵ (:|: 坎 kản) Khảm hay Nước (水).
- Ngoại quái là ☲ (|:| 離 lì) Ly hay Hỏa (火).

Theo Đại tượng học 

- Điềm triệu: Tiểu hồ ngật tế
- Hệ loại: Hoán vị mà không đoạt ngôi Tính dẫn hóa phân định cao. Lập trường tốt.
- Nhận diện: Dạng hoán ngôi, phân lập đều đặn "thỏa lòng". Hợp mà bất hóa, đa phần chủ về mặt an lập hiện tượng, lý tính theo dòng tự nhiên.
- Tự nhiên: "cái gì tự nhiên cứ rất tự nhiên" trời đất; không - thời phân lập, an nhiên hóa sinh vạn sự. Đây là đặc biểu: Mặt trái của bốn đức tính 元亨利貞 (nguyên hanh lợi trinh)
- Con người: Thường là "tâm lý mặc nhiên", nhưng không mặc định. Có tính năng động tích cực âm thầm. Cái gì cũng có lập trình, không cầu may, sợ rủi.
- Xã hội: Hạng tự lực trung lưu, không chấp nhận khuất phục trước mọi thành bại, kỵ gian thương, chán thân quyền. Tuy có vất vả đời sống mà tâm vẫn an. Quốc gia tam quyền phân lập! Không bị ảnh hưởng bởi tâm trạng "Xuân thời phong nguyệt vi vi ngã, bất cảm nhất nghễ nhất quyết chi ý. Tha ngã chi liễu, ta hồ lộng ngoạn?"... (Khi người yêu chưa là của ta thì một hé môi liếc mắt cũng không giám, mà khi người ấy là ta rồi thì tha hồ bợt cỡn xem thường!)

Văn Vương viết thoán từ: Vị Tế: Hanh. Tiểu hồ ngật tế, nhu kỳ vĩ, vô du lợi (未濟: 亨. 小狐汔濟, 濡其尾, 无攸利).
Chu Công viết hào từ:

Sơ lục: Nhu kỳ vĩ, lận.

Cửu nhị: Duệ kỳ luân, trinh cát.

Lục tam: Vị Tế: chinh hung, lợi thiệp đại xuyên.

Cửu tứ: Trinh cát, hối vong. Chấn dụng phạt Quỷ Phương, tam niên. Hữu thưởng vu đại quốc.

Lục ngũ: Trinh, cát, vô hối. Quân tử chi quang hữu phu, cát.

Thượng cửu: Hữu phu vu ẩm tửu, vô cữu. Nhu kỳ thủ, hữu phu, thất thị.
Giải nghĩa: Thất dã. Thất cách. Thất bát, mất, thất bại, dở dang, chưa xong, nửa chừng. Ưu trung vọng hỷ chi tượng: tượng trong cái lo có cái mừng.
Bình luận: Kinh Dịch kết thúc bằng quẻ Vị Tế (chưa xong việc) mà trước đó lại là quẻ Ký Tế (đã xong việc). Ý nghĩa của nó là mọi sự việc tưởng chừng như đã kết thúc nhưng thực ra thì không bao giờ kết thúc. Suy rộng ra thì vạn vật trong vũ trụ cũng vậy. Sự chuyển động, thay đổi nói chung là không có đầu mà cũng chẳng có cuối.